# Rochedo Liberty
Os Rochedos Liberty são um grupo de quadro rochedos adjacente proeminentes na entrada norte para o Estreito Nelson nas Ilhas Shetland do Sul, Antártica e 430 por 120 m (470 por 131 yd).  A área foi visitada por caçadores de foca no início do século 19.
A feição recebeu o nome do navio caçador de focas britânico Liberty sob o comando do Capitão Peacock que visitou as Shetlands do Sul em 1821-22.

## Localização
Os rochedos estão centrados em 62° 18′ 50,6″ S, 59° 27′ 44,2″ O que está {3,95 km (2,45 mi) a nordeste do Cabo Newell, Ilha Robert, 1,65 km (1,03 mi) a sudeste dos Rochedos Mellona, 11,38 km (7,07 mi) a oeste pelo sul do Cabo Harmony, Ilha Nelson e  6 km (3,73 mi) a noroeste dos Rochedos Makresh (mapeamento britânico em 1822, 1962 e 1968, chileno em  1971, argentino em 1980, e búlgaro em 2009).

## Mapa
- Chart of South Shetland including Coronation Island, &c. from the exploration of the sloop Dove in the years 1821 and 1822 by George Powell Commander of the same. Scale ca. 1:200000. London: Laurie, 1822.
- L.L. Ivanov. Antarctica: Livingston Island and Greenwich, Robert, Snow and Smith Islands. Scale 1:120000 topographic map.  Troyan: Manfred Wörner Foundation, 2009.  ISBN 978-954-92032-6-4

## Ligações Externas
- Dicionário Geográfico Antártico Composto.